# La Hutte-aux-Gabelous

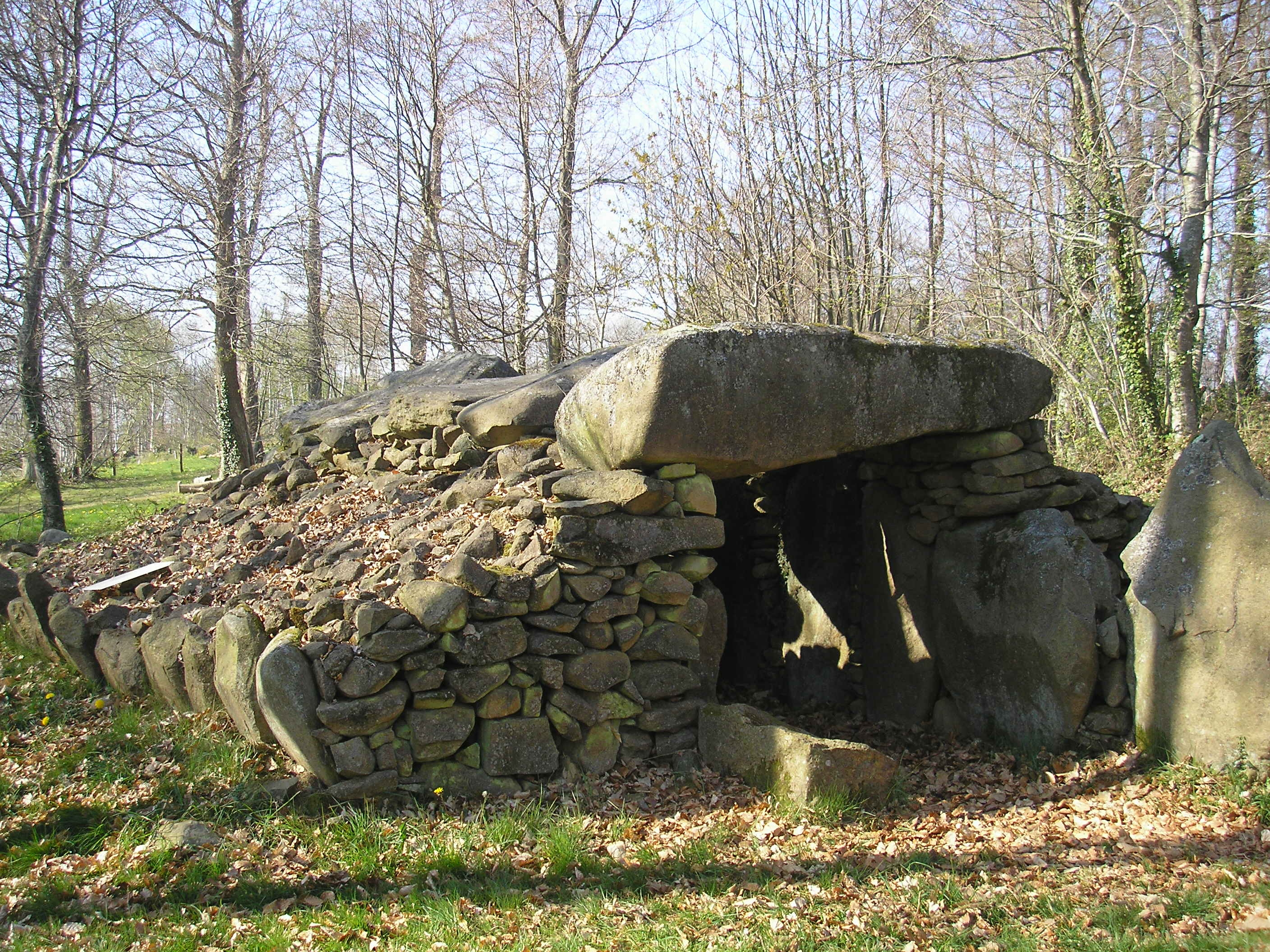
La Hutte-aux-Gabelous

La Hutte-aux-Gabelous (deutsch „Hütte der Zöllner“ – auch Allée couverte de la Louvetière genannt) liegt südöstlich von St-Mars-la-Futaie, bei Fougères im Département Mayenne in Frankreich.
Die kleine, 1992 ausgegrabene und restaurierte Allée couverte im Mayenne-Stil (mit Seitenzugang) ist etwa 18,0 m lang und 5,0 m breit, wobei der nordwestliche Teil (etwa ⅔) im Originalzustand wiederhergestellt wurde und der südöstliche Teil, in dem der Zugang lag, so belassen wurde.
Die Nordwest-Südost orientierte Kammer ist etwa 1,8 m breit und hoch. Die genaue Länge ist aufgrund der Zerstörung am östlichen Ende unbekannt. 18 Tragsteine, davon ein Endstein, sind erhalten. Es gibt fünf große Decksteine in situ mit einer großen Platte am restaurierten Ende der Kammer. Der neue Zugang befindet sich am östlichen Ende der Südseite.
Das Denkmal ist wegen der rechteckigen Form der Einfassung aus aufrechten Platten ziemlich einzigartig. Der Raum zwischen der Einfassung und der Kammer wurde im restaurierten Teil mit Rollsteinen gefüllt und an den offenen Enden mit Trockenmauerwerk gehalten. Feuersteine und Keramik aus mehreren Perioden wurden in der Kammer gefunden.